# Художественный музей Мори
Художественный музей Мори (яп. 森美術館) ー художественный музей, расположенный в Токио, Япония. Основан строительным магнатом и меценатом Минору Мори (1934—2012). Музей, преимущественно, является выставочной площадкой для современного искусства и художников Азии.

## Описание
Дизайн музея был разработан компанией Gluckman Tang Architects, под руководством Ричарда Глюкмана, которая также работала для таких музеев, как Музей американского искусства Уитни и Музей Гуггенхайма. Музей был открыт для посетителей в октябре 2003 года, и в течение следующих двух лет работал без постоянной коллекции, как выставочный центр.
Музей специализируется на современном искусстве.
Решение открыть музей в офисном здании, тем более на 53 этаже, было необычным. Но сейчас вместе с двумя другими музеями в районе Роппонги, Музеем искусств Сантори и Национальным художественным музеем, музей Мори образует своеобразный «Треугольник Искусств Роппонги».

## Руководство
Учредителем музея является Мори Акира, президент Mori Building Co., Ltd., а председателем — г-жа Рейко Мори, директор Mori Building Co., Ltd.
Первым директором был Дэвид Эллиотт, гражданин Великобритании, который занимал должность директора Музея современного искусства в Стокгольме.
С 2006 году директором является Фумио Нанджо, который был руководителем Венецианской биеннале в Японии в 1997 году и руководителем Тайбэйской биеннале в 1998 году.

## Коллекции и выставки
В коллекции музея и на выставках представлены живопись, скульптура, архитектура, мода и инсталляции, преимущественно, по современному искусству. В музее проходят выставки художников со всего мира.